# Robert Wynne
Pour les articles homonymes, voir Wynne.
Robert John Wynne, né le 18 novembre 1851 à New York et mort le 11 mars 1922 à Washington (district de Columbia), est un journaliste, diplomate et homme politique américain. Membre du Parti républicain, il est Postmaster General des États-Unis entre 1904 et 1905 dans l'administration du président Theodore Roosevelt puis consul général à l'ambassade des États-Unis au Royaume-Uni entre 1905 et 1910.